# Verbandsgemeinde Bodenheim

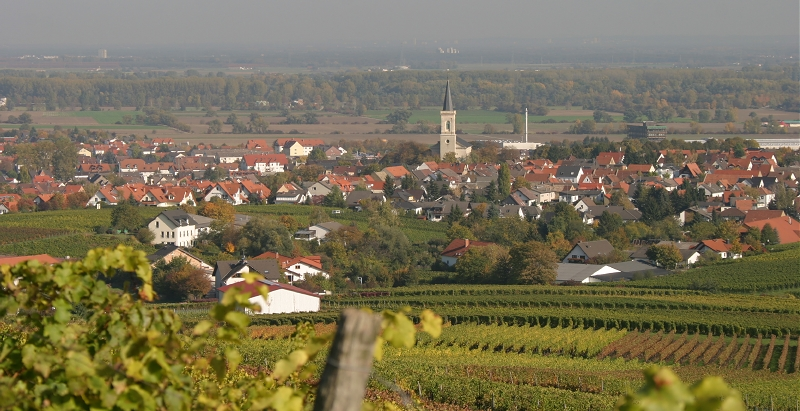

La comunità amministrativa di Bodenheim (Verbandsgemeinde Bodenheim) si trova nel circondario di Magonza-Bingen nella Renania-Palatinato, in Germania.

## Comuni
Fanno parte della comunità amministrativa i seguenti comuni:
| Comune, città              | Sup. (km²) | Abitanti |
| -------------------------- | ---------- | -------- |
| Bodenheim                  | 13,43      | 7 812    |
| Gau-Bischofsheim           | 2,84       | 2 234    |
| Harxheim                   | 3,51       | 2 381    |
| Lörzweiler                 | 5,74       | 2 336    |
| Nackenheim                 | 8,62       | 5 644    |
| Verbandsgemeinde Bodenheim | 34,14      | 20 407   |

(Abitanti al 31 dicembre 2021)